# Turdaș, Hunedoara
Turdaș (în dialectul săsesc Tordesch, în germană Thorendorf, în maghiară Tordos, Tordas) este satul de reședință al comunei cu același nume din județul Hunedoara, Transilvania, România. Se află în partea central estică a județului, Transilvania, România.

## Istoric
Prima atestare documentară este din anul 1332: Conradus sac. de Tordas.
Zsófia Torma, prima femeie arheolog din Transilvania, a descoperit aici în secolul al XIX-lea vestigii materiale ale culturii „Turdaș”, mai bine cunoscută drept cultura Vinča.

## Lăcașuri de cult

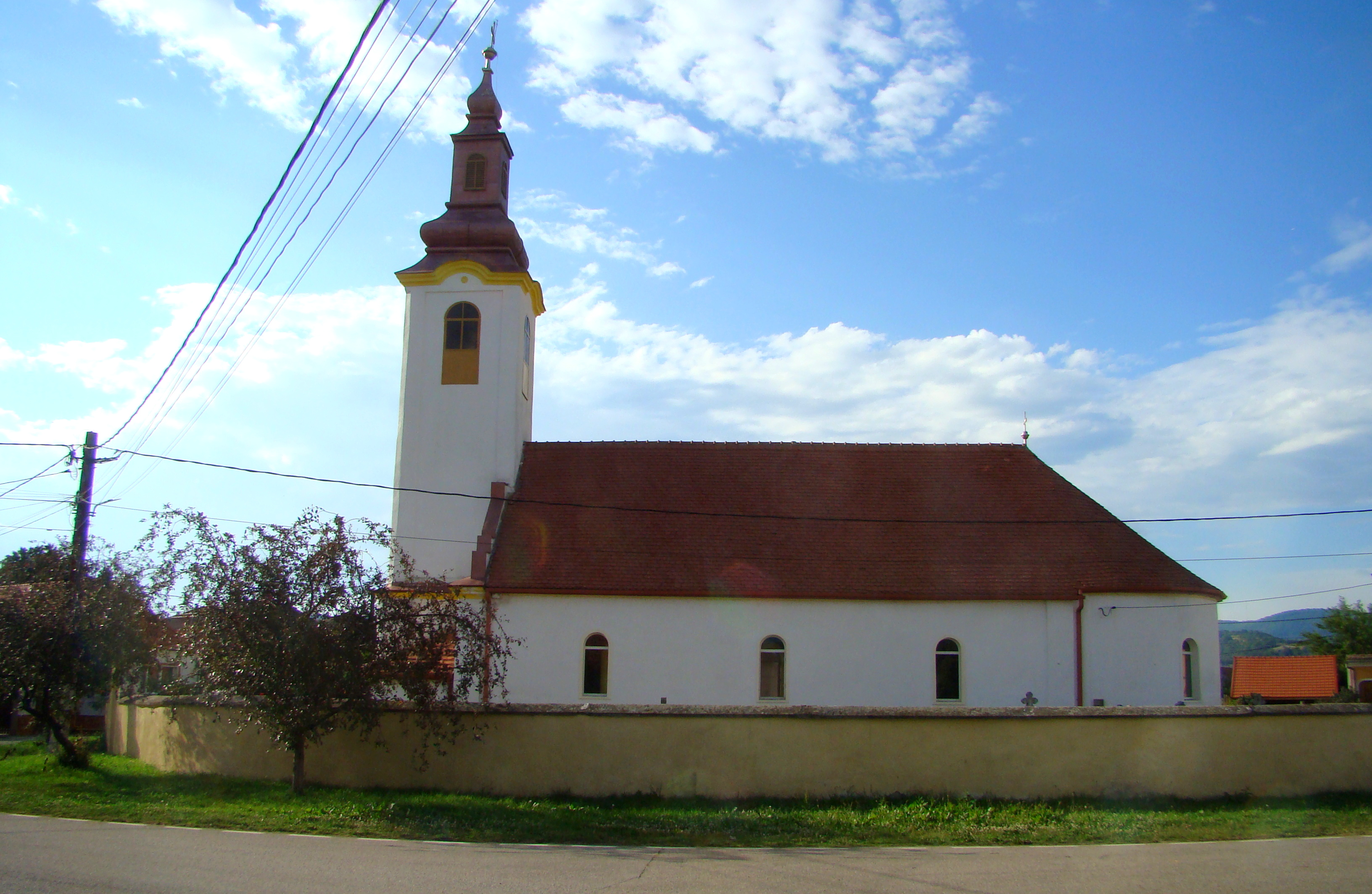
Biserica greco-catolică din Turdaș

Biserica greco-catolică „Pogorârea Duhului Sfânt” este un edificiu spațios de plan dreptunghiular, cu absida semicirculară nedecroșată, prevăzut cu un turn-clopotniță masiv, cu fleșă etajată barocă, învelită în tablă; la acoperiș s-a folosit țigla. Două inscripții îi atestă începuturile în a doua jumătate a secolului al XVIII-lea: „1774 s-au început besereca, Înpărat Iosiv, Vlădică Sofronie, protopop Nico[lae], popa [Iosif Vlad n.n.]” și „Văleatul de la începutul bisăricei: 1774”. La scurt timp, lăcașul a fost împodobit cu fresce (ascunse ulterior sub un strat de var), pictor fiind „Stan Zugrav sin popii Radu [din Rășinari n.n.]. Dumnezeu să-i erte, cu tot neamul lor. 1782”. Lista celor care au suportat cheltuielile legate de construcție și de înfrumusețarea iconografică este redată pe un perete, în zona ferestrelor.
Din patrimoniul ctitoriei au făcut parte câteva icoane vechi pe lemn, executate de „popa” Ioan Zugravul din Deva după anul 1765, preluate de la vechea biserică de nuiele a localității, menționată în conscripțiile secolului al XVIII lea; harta iosefină a Transilvaniei (1769-1773) o omite.
În 1833, autoritățile austriece au cedat edificiul celor 33 de familii care îmbrățișaseră unirea cu Roma, deservite până atunci, probabil, de o capelă, menționată în tabelele conscripției din anii 1829-1831. Lăcașul, consemnat ca ortodox în tabelele conscripțiilor din anii 1805 și 1829-1831, a revenit, în 1948, în posesia ortodocșilor, fiind renovat în anii 1966-1967 și 1971 și apoi repictat în 1974 de Ioan Mocanu și Iuliu Laszlo din Orăștie; după 1990 a fost retrocedat credincioșilor greco-catolici din localitate.

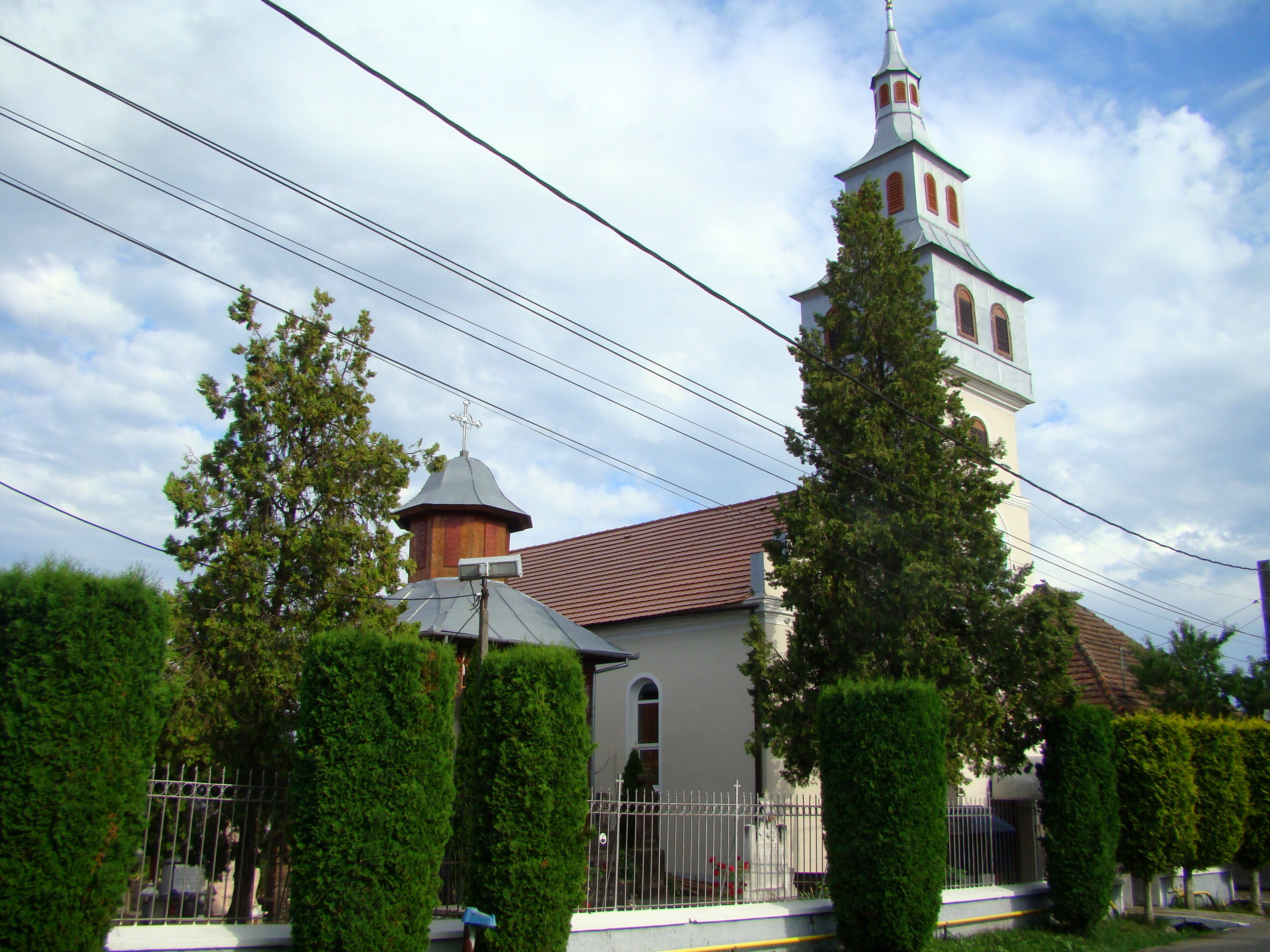
Biserica ortodoxă din Turdaș

Biserica ortodoxă „Pogorârea Duhului Sfânt”  este compusă dintr-un altar nedecroșat, poligonal cu trei laturi, un naos dreptunghiular boltit și un pronaos tăvănit. Lăcașul, prevăzut cu un turn-clopotniță zvelt, cu foișor etajat închis și fleșă octogonală, toate învelite în tablă, a fost construit, din cărămidă, între anii 1832 și 1835, în timpul păstoririi preotului Iosif Teodor; la sumele importante donate de credincioșii „greco-răsăriteni” s-au adăugat și 1.786 de florini, primiți ca despăgubire, în contul vechii biserici, din partea parohiei unite a Turdașului.
Accesul în lăcaș se face prin două uși, amplasate pe laturile de vest și de nord. Renovat în anii 1911-1913 (acelui șantier amplu, coordonat de arhitectul George Matei din Orăștie, i se datorează apariția arcurilor de boltă și a tâmplei de zid), 1931 (reparații capitale, însoțite de decorarea cu motive naționale a interiorului de către Carol König) și 1945-1946 (consolidarea zidăriei și retencuirea bisericii), lăcașul a fost împodobit iconografic în 1947, în tehnica „tempera”, de cunoscutul pictor bisericesc Constantin Nițulescu din București; noua tâmplă, montată cu același prilej, era opera sculptorului Ioan Cristea din Alba Iulia.
Alte lucrări de întreținere s-au desfășurat în anii 1955 (reparații interioare și exterioare), 1968-1971 (refacerea infrastructurii de lemn a turnului și înlocuirea învelitorii de tablă), 2006 (retencuire exterioară) și 2009 (repararea turnului). Din pricina degradării decorului mural interior, în perioada 2004-2005 s-a recurs la soluția restaurării acestuia, ostenitori fiind pictorii Gheorghe Gusan din Sebeș și Ioan Constantin din Sibișel. Lăcașul, sfințit în anii 1936 și 1955, a fost târnosit la 15 iulie 2007.

## Imagini

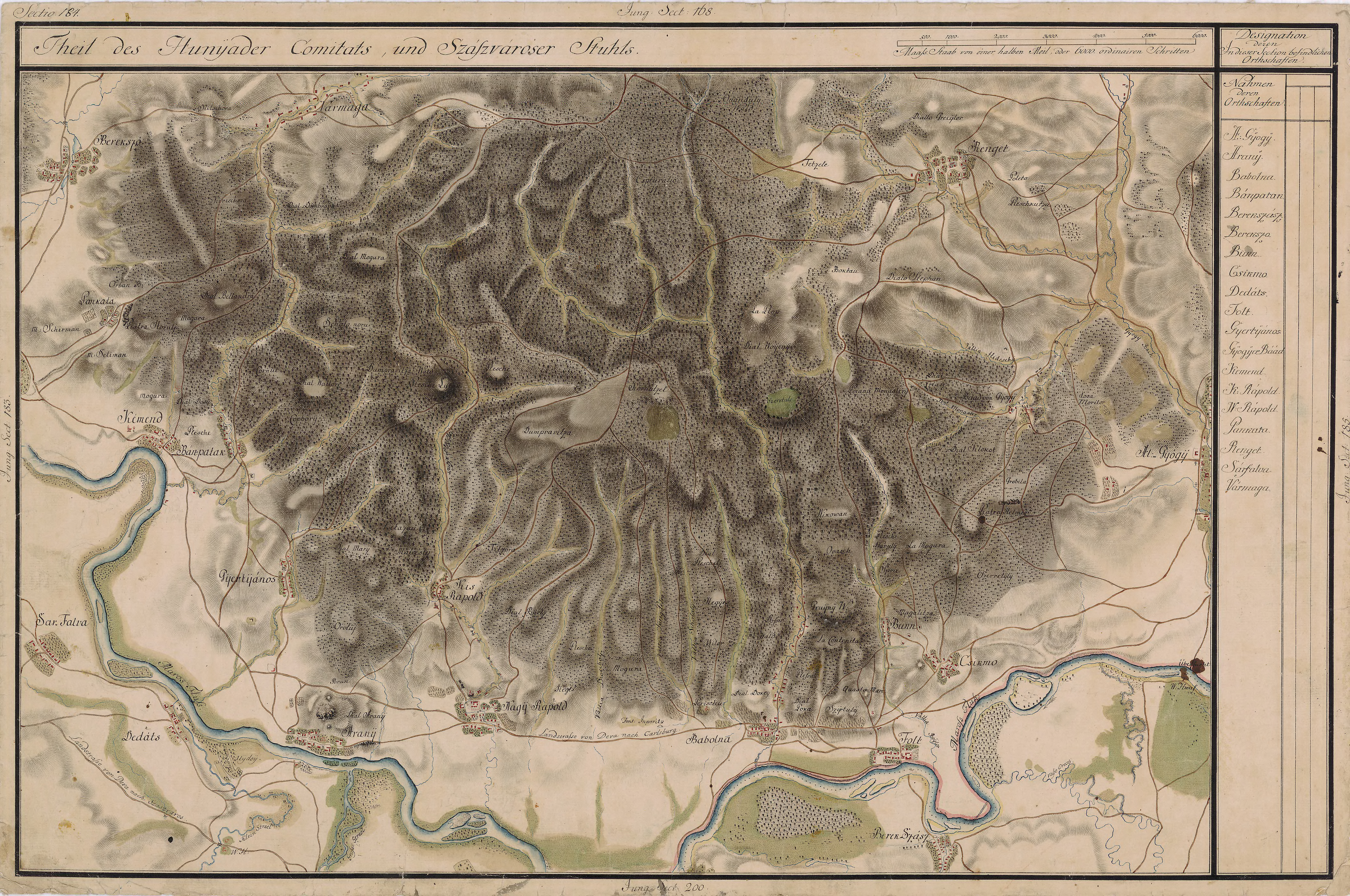
Turdaș în Harta Iosefină a Transilvaniei, 1769-1773
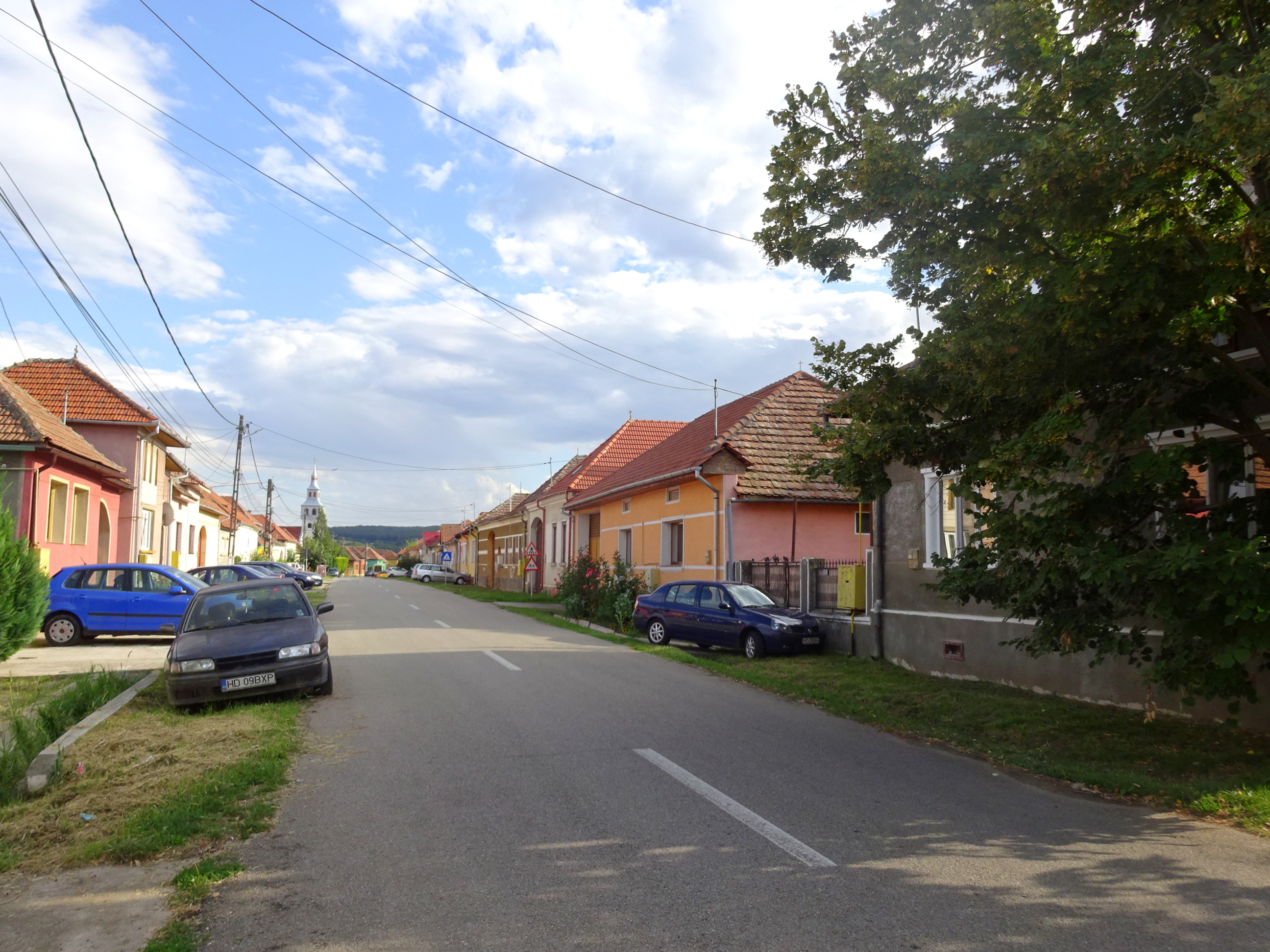
Ansamblul rural Turdaș (monument istoric)
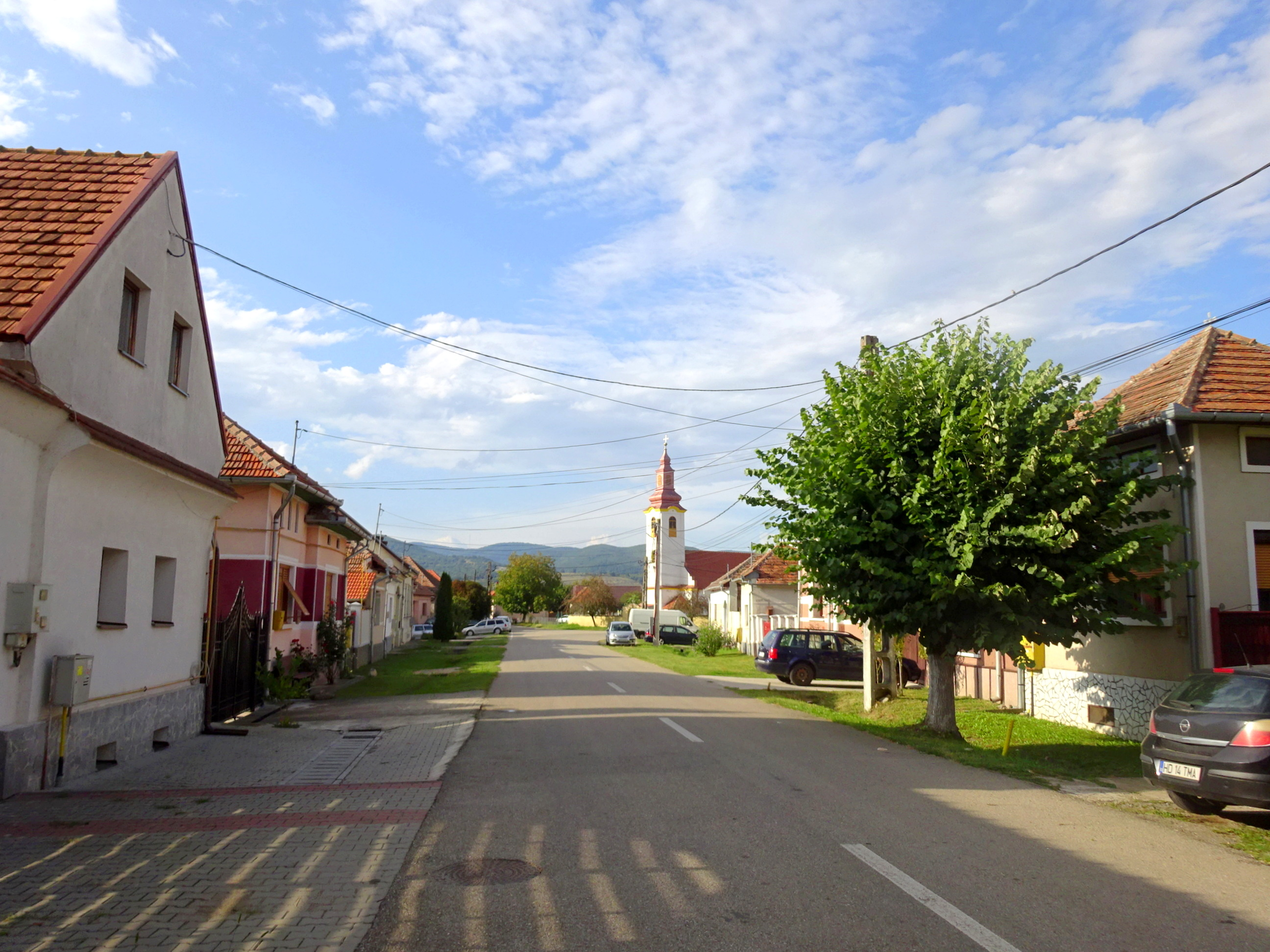
Ansamblul rural Turdaș (monument istoric)
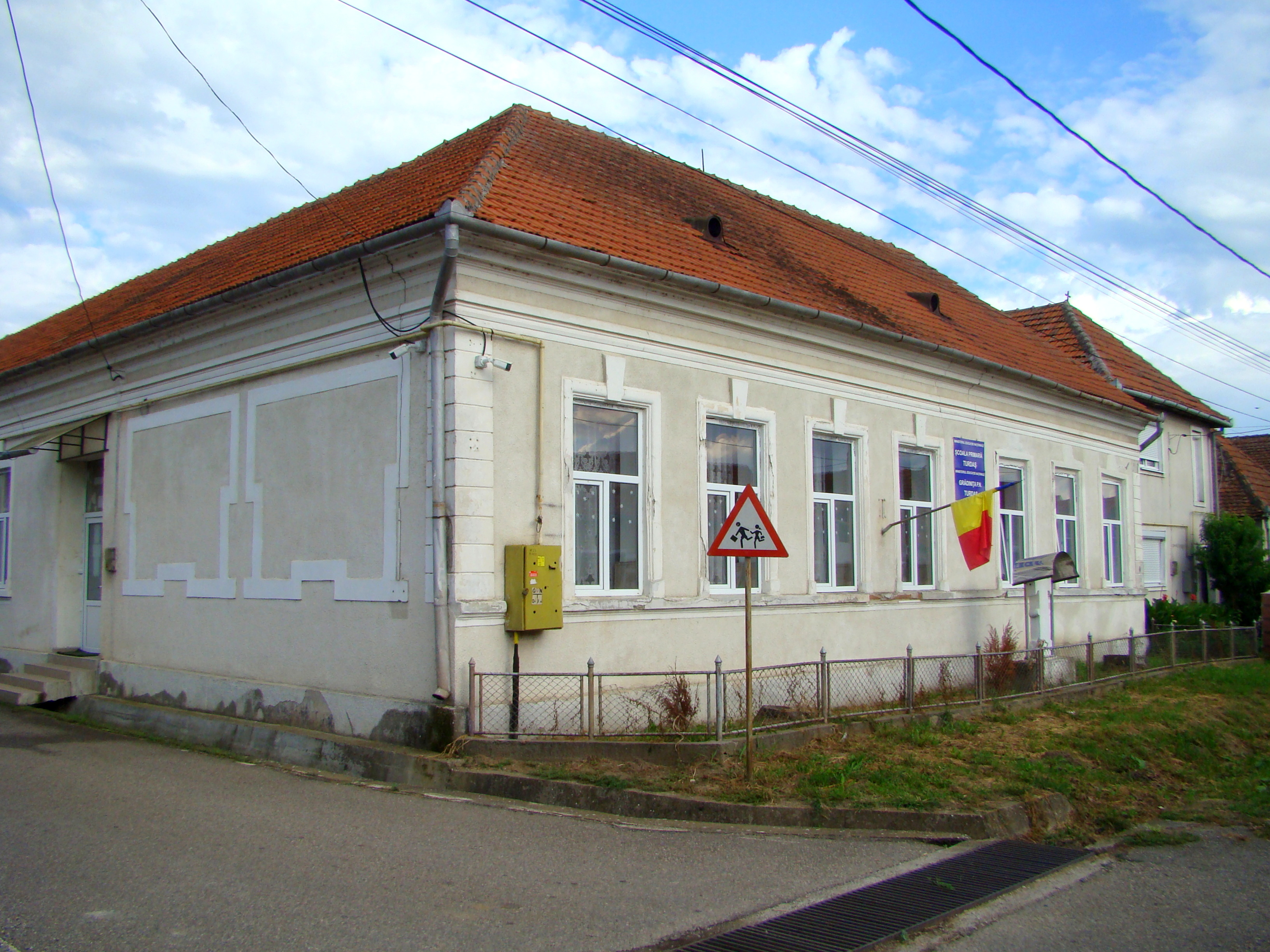
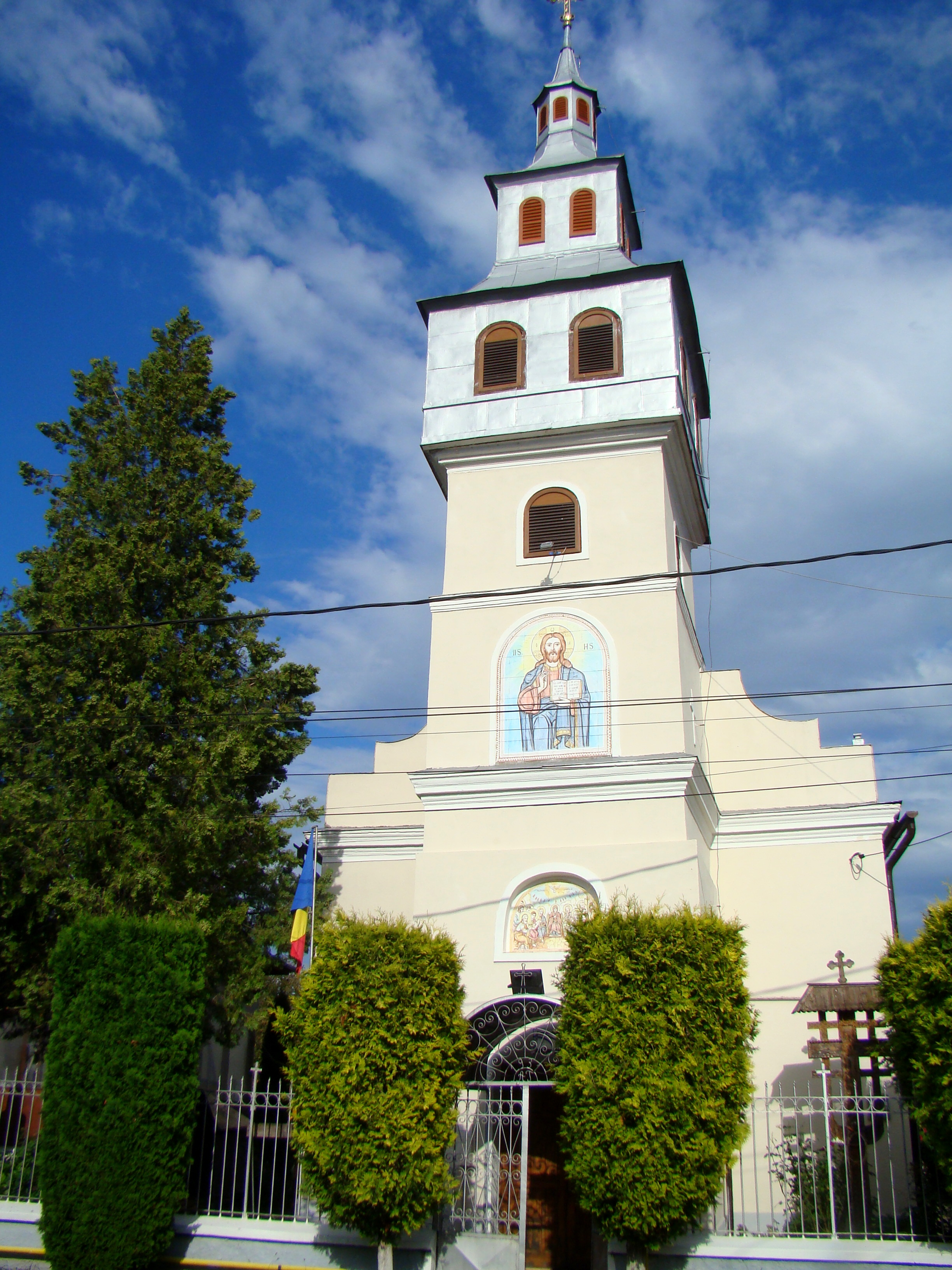
Biserica ortodoxă „Pogorârea Sfântului Duh” (1832-1835)
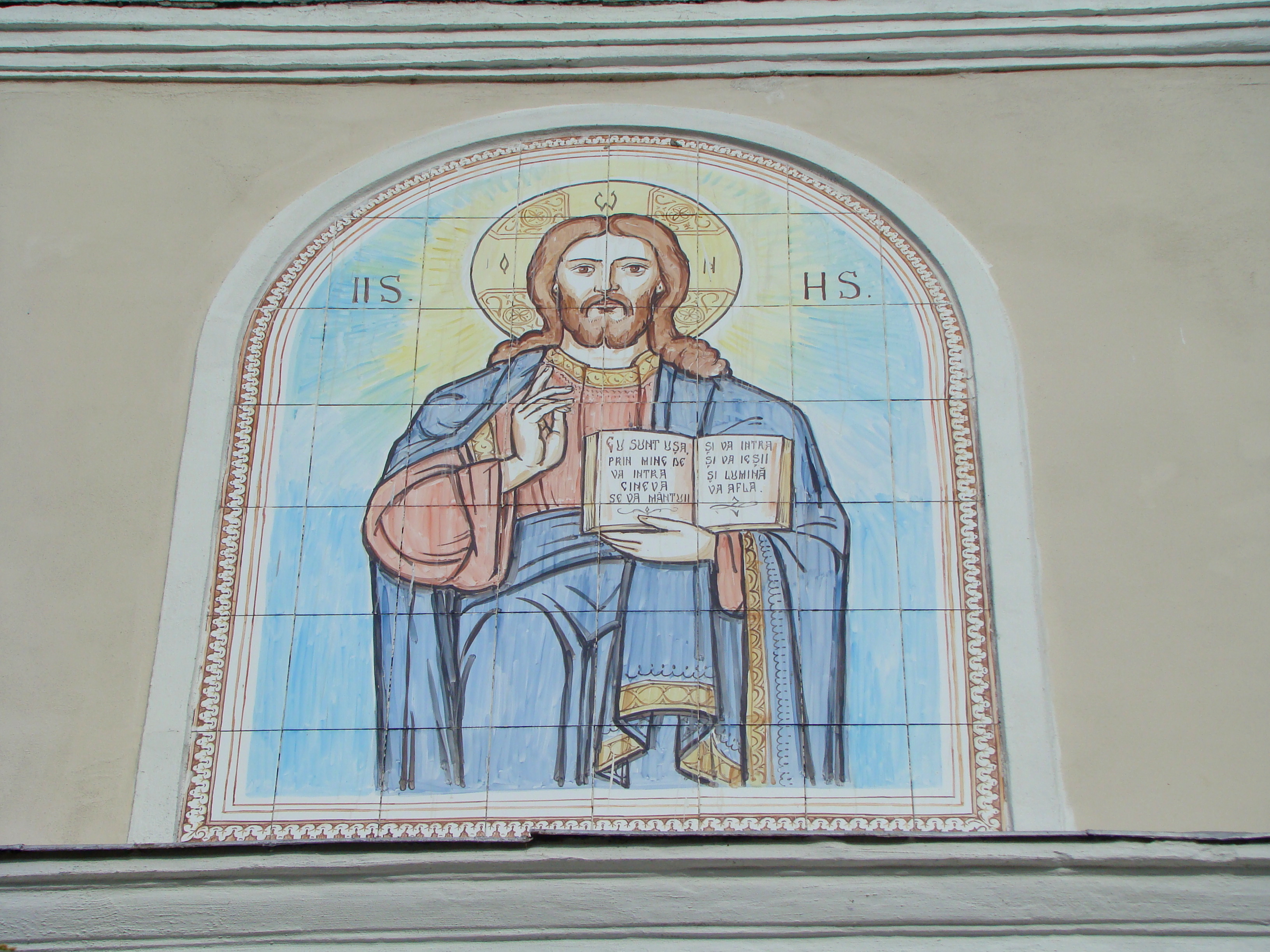
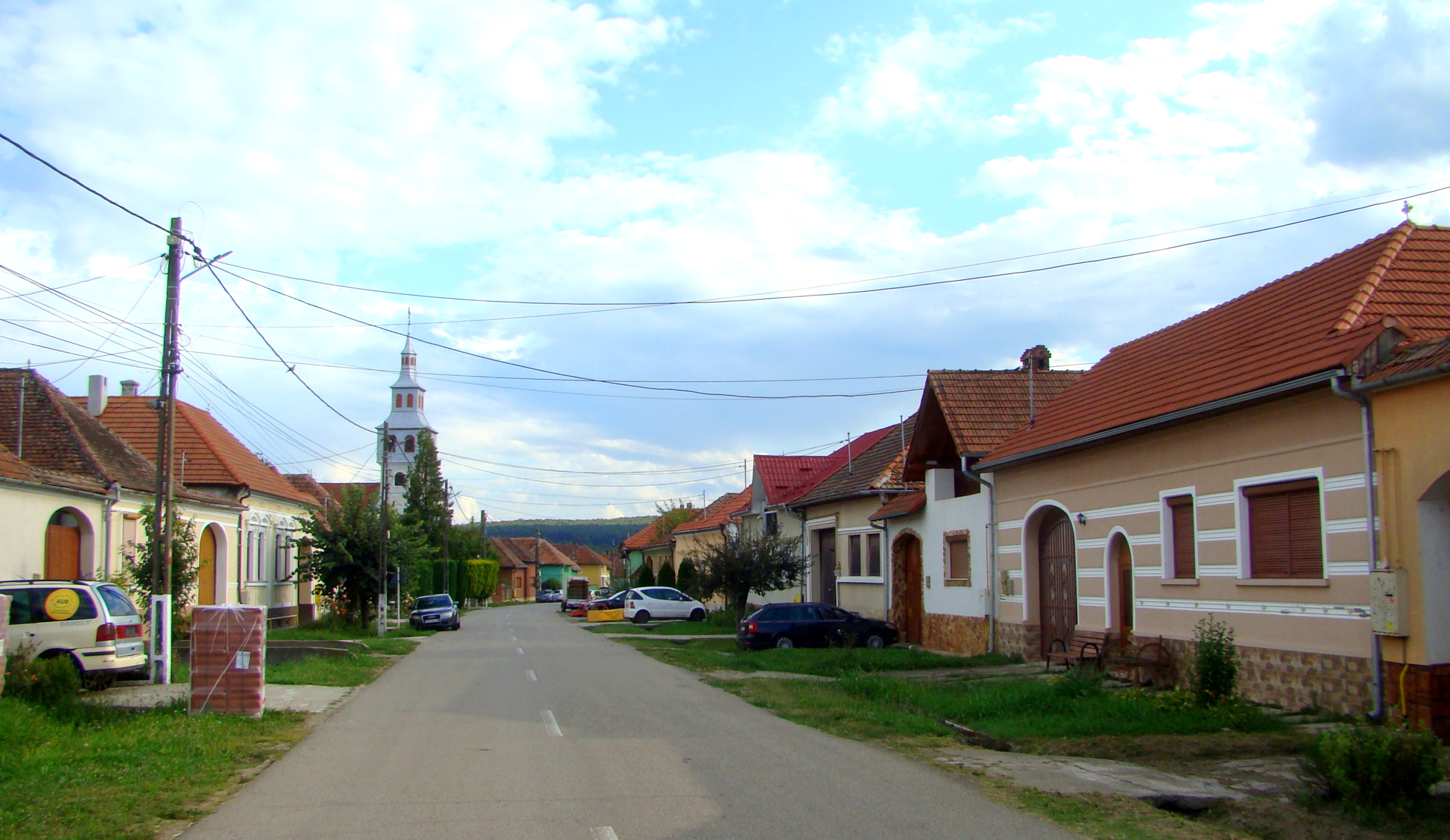
Ansamblul rural Turdaș (monument istoric)
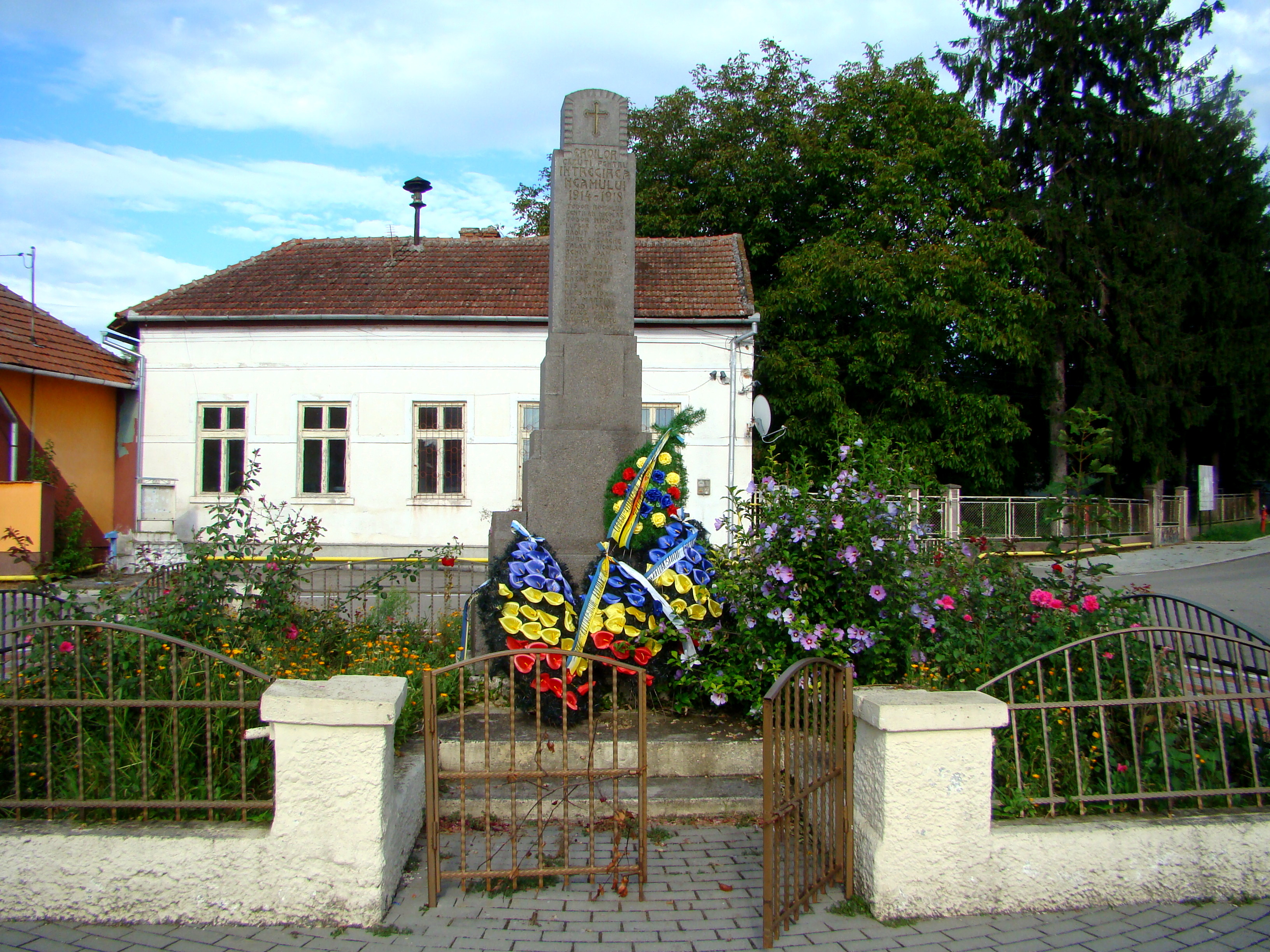
Monumentul eroilor din Turdaș
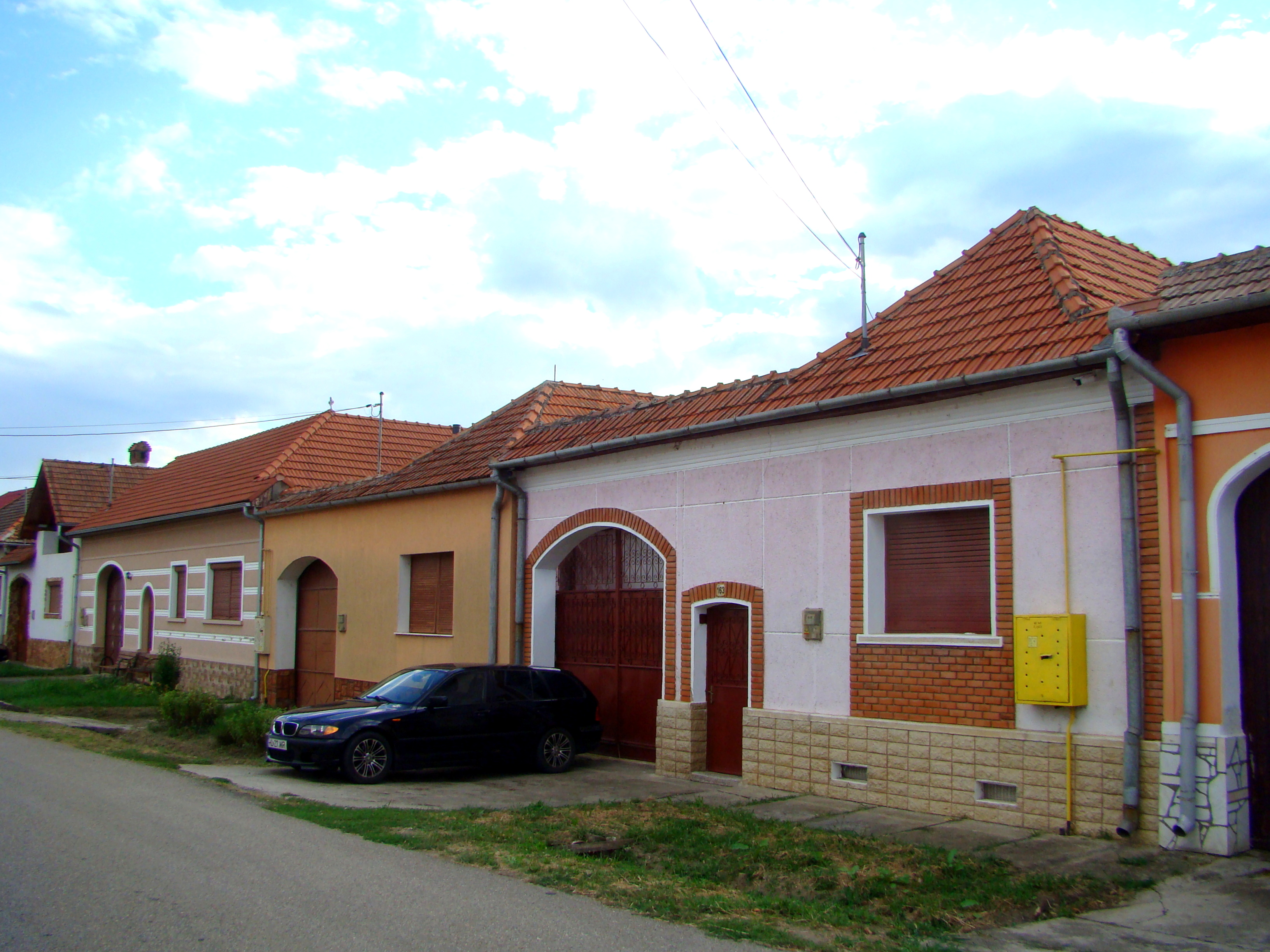
Ansamblul rural Turdaș (monument istoric)
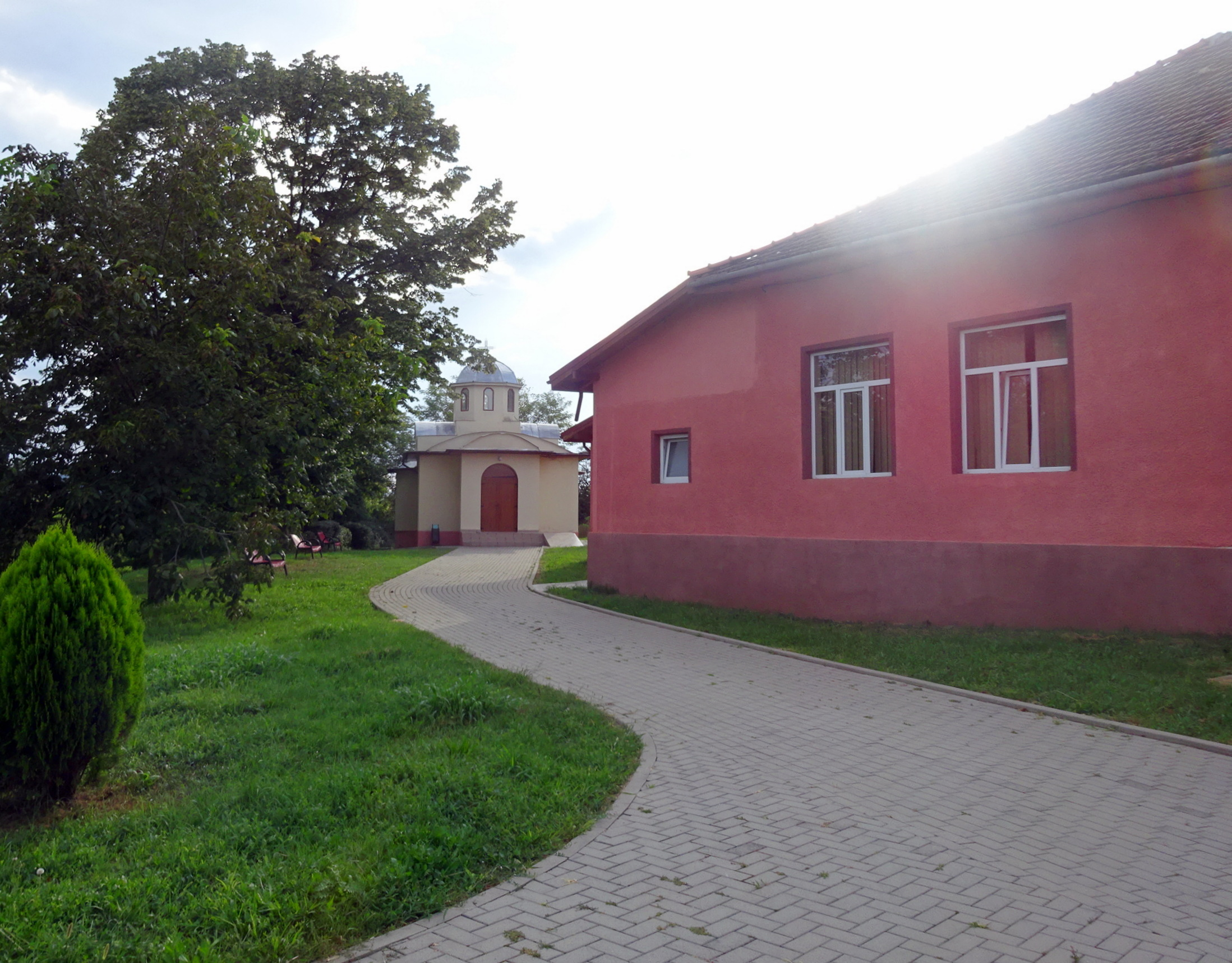
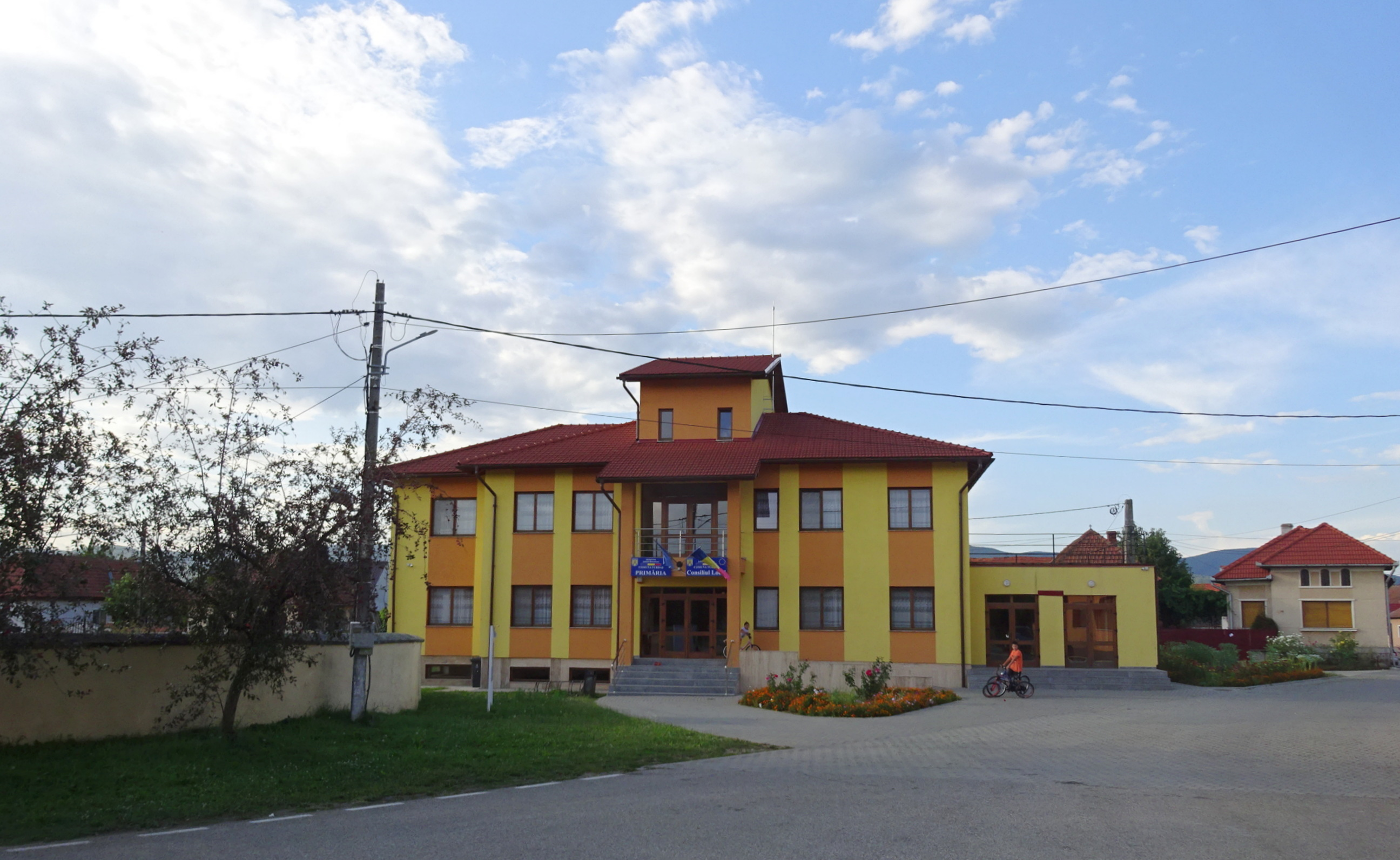
Primăria comunei
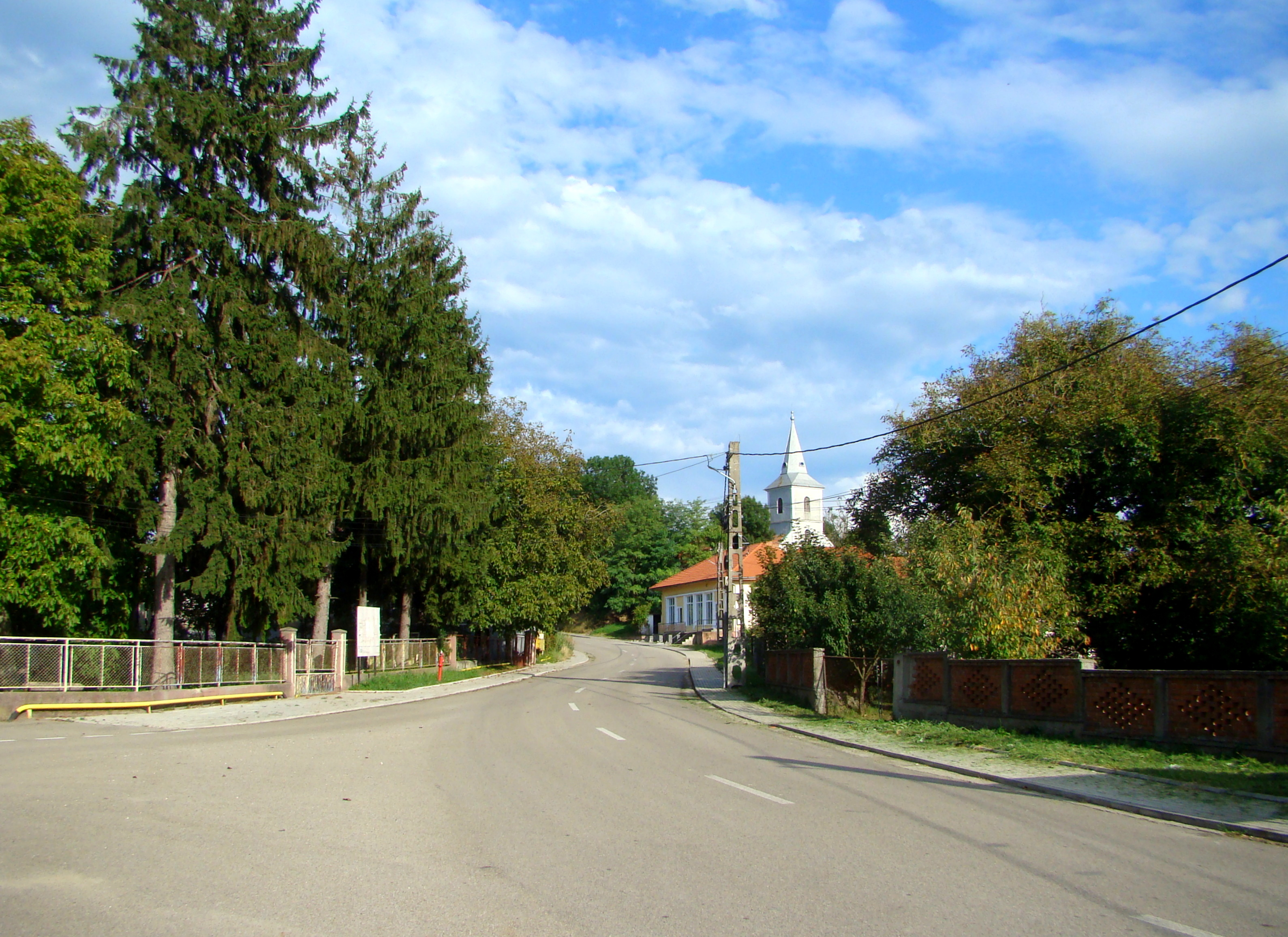
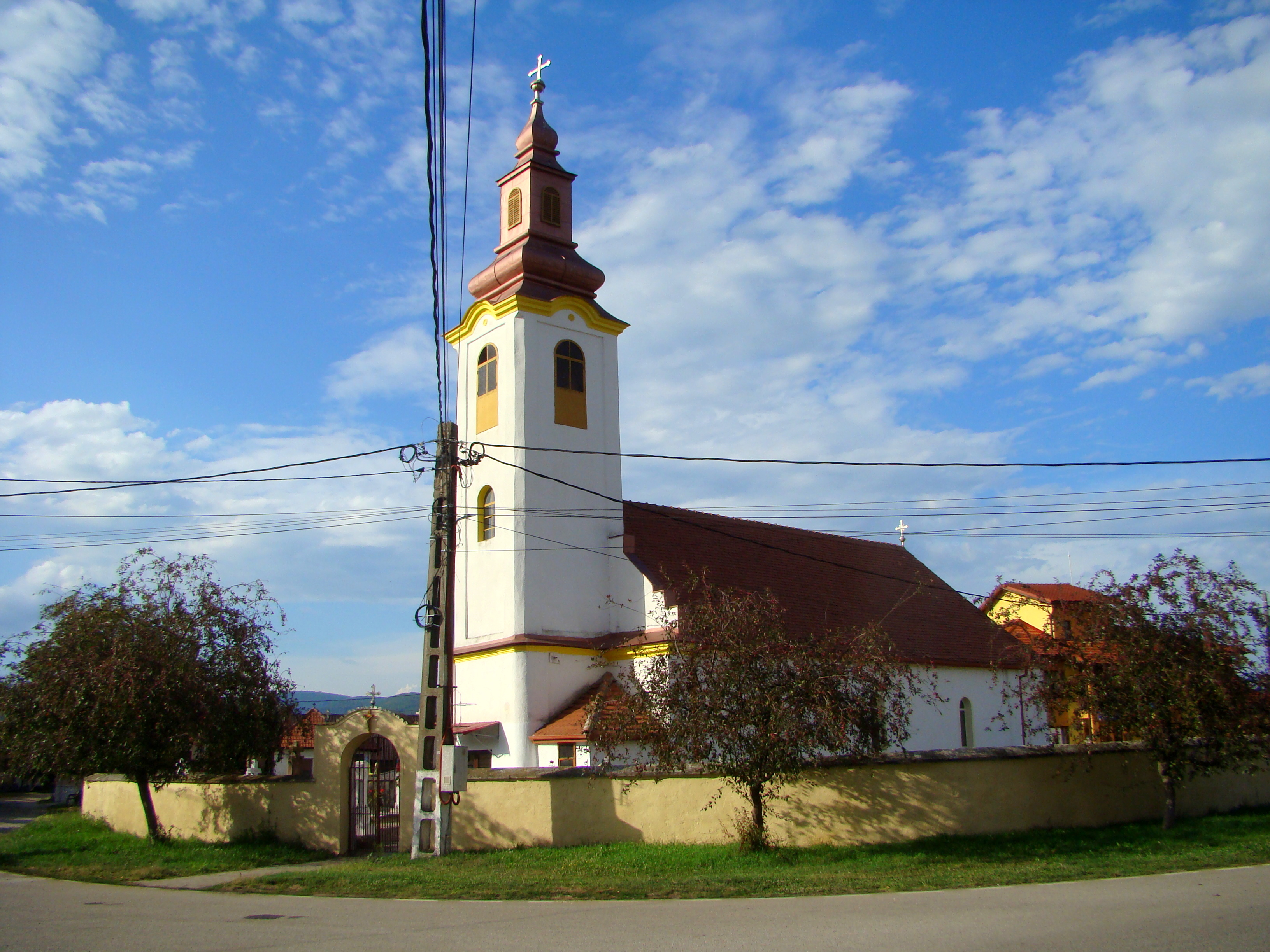
Biserica greco-catolică din Turdaș (1774)
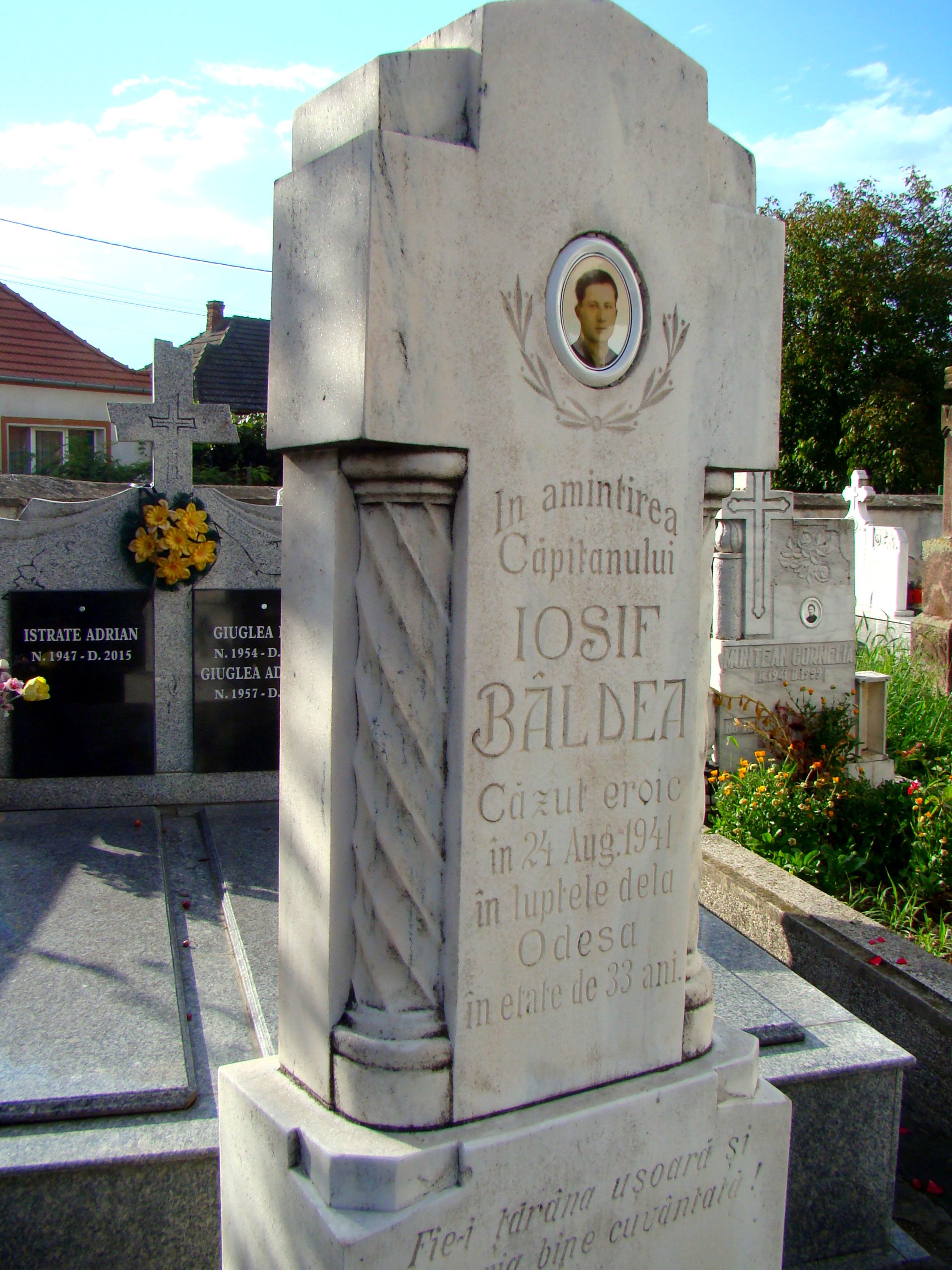
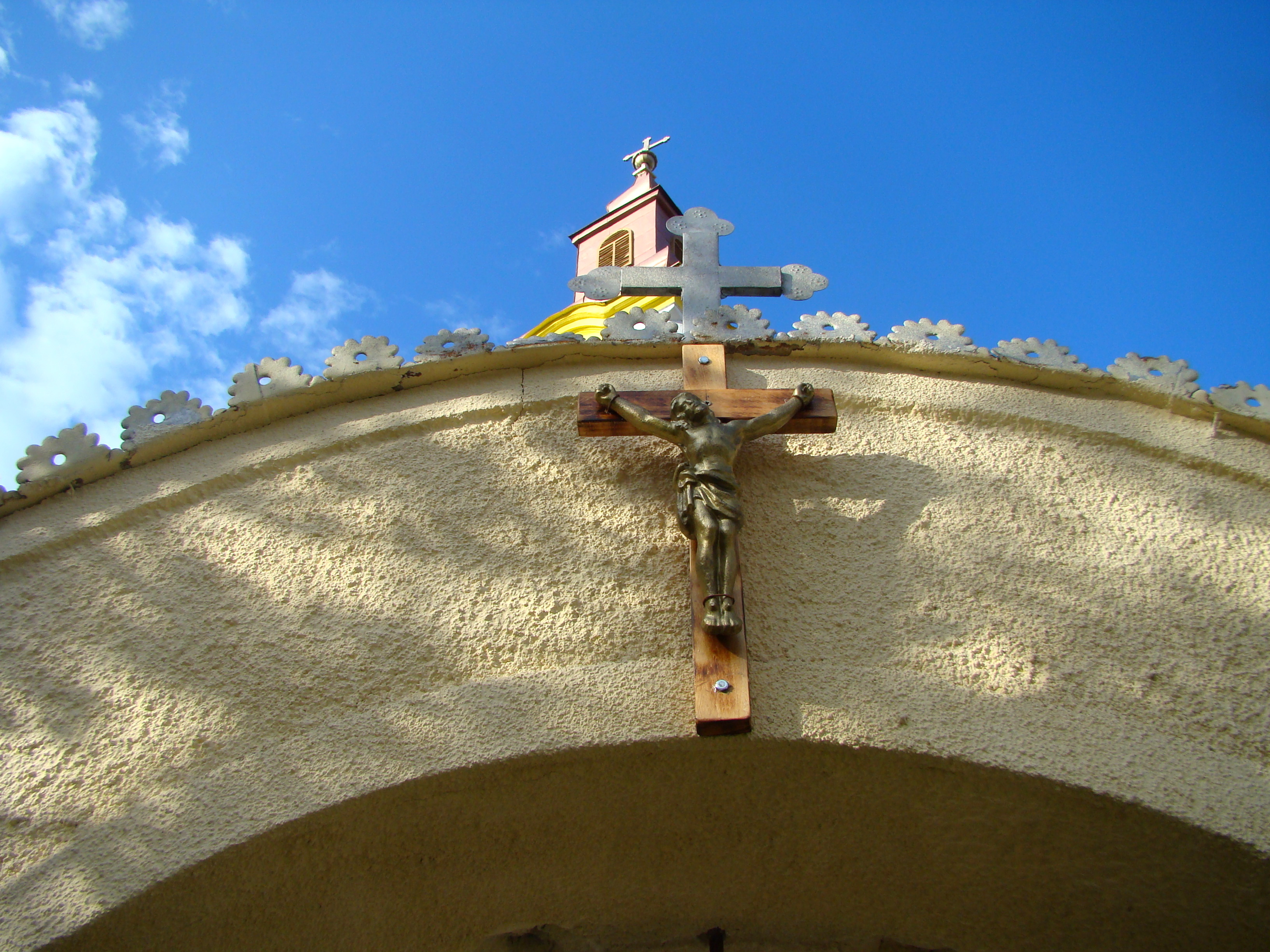
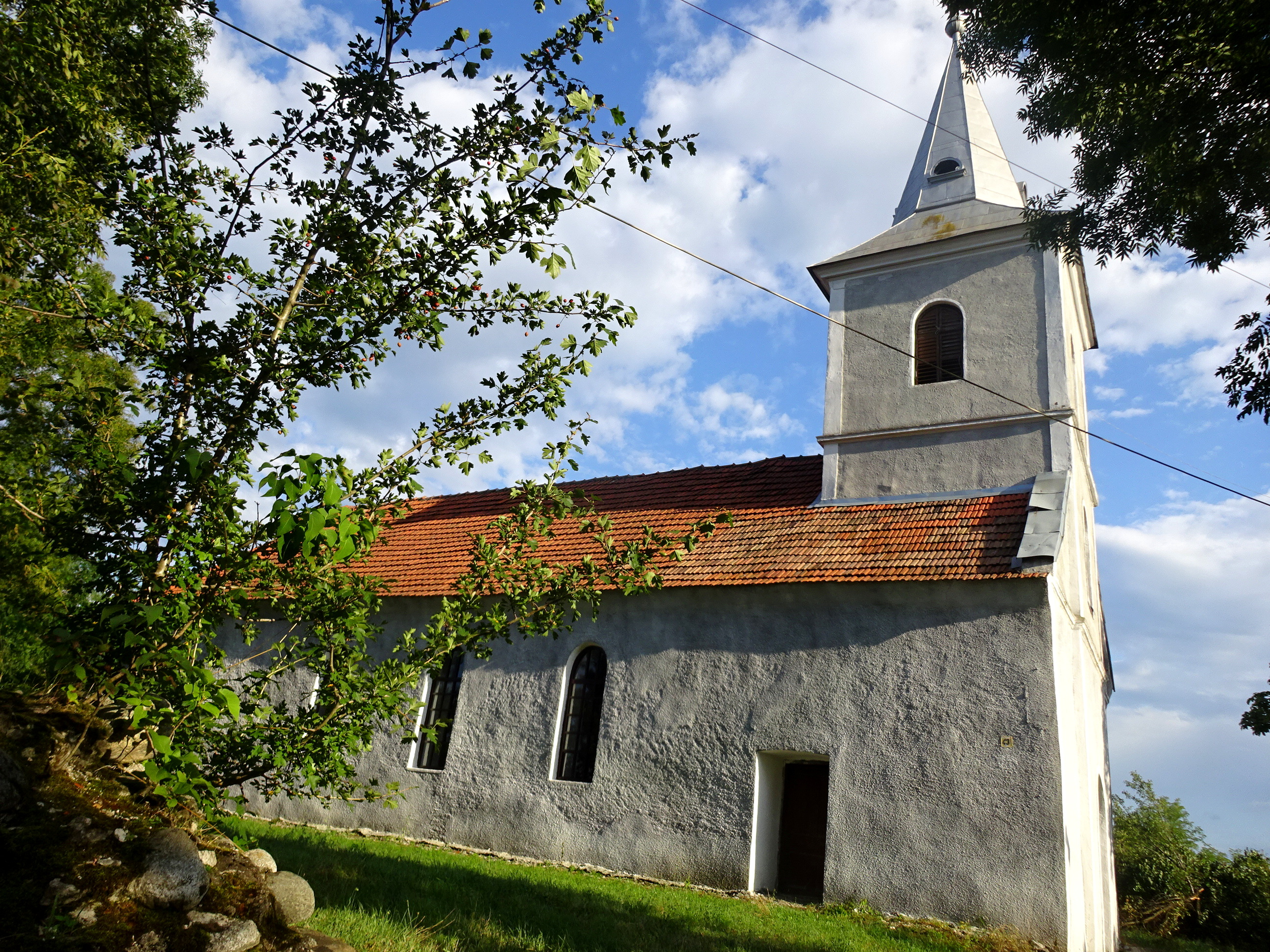
Biserica reformată din satul Turdaș (monument istoric)
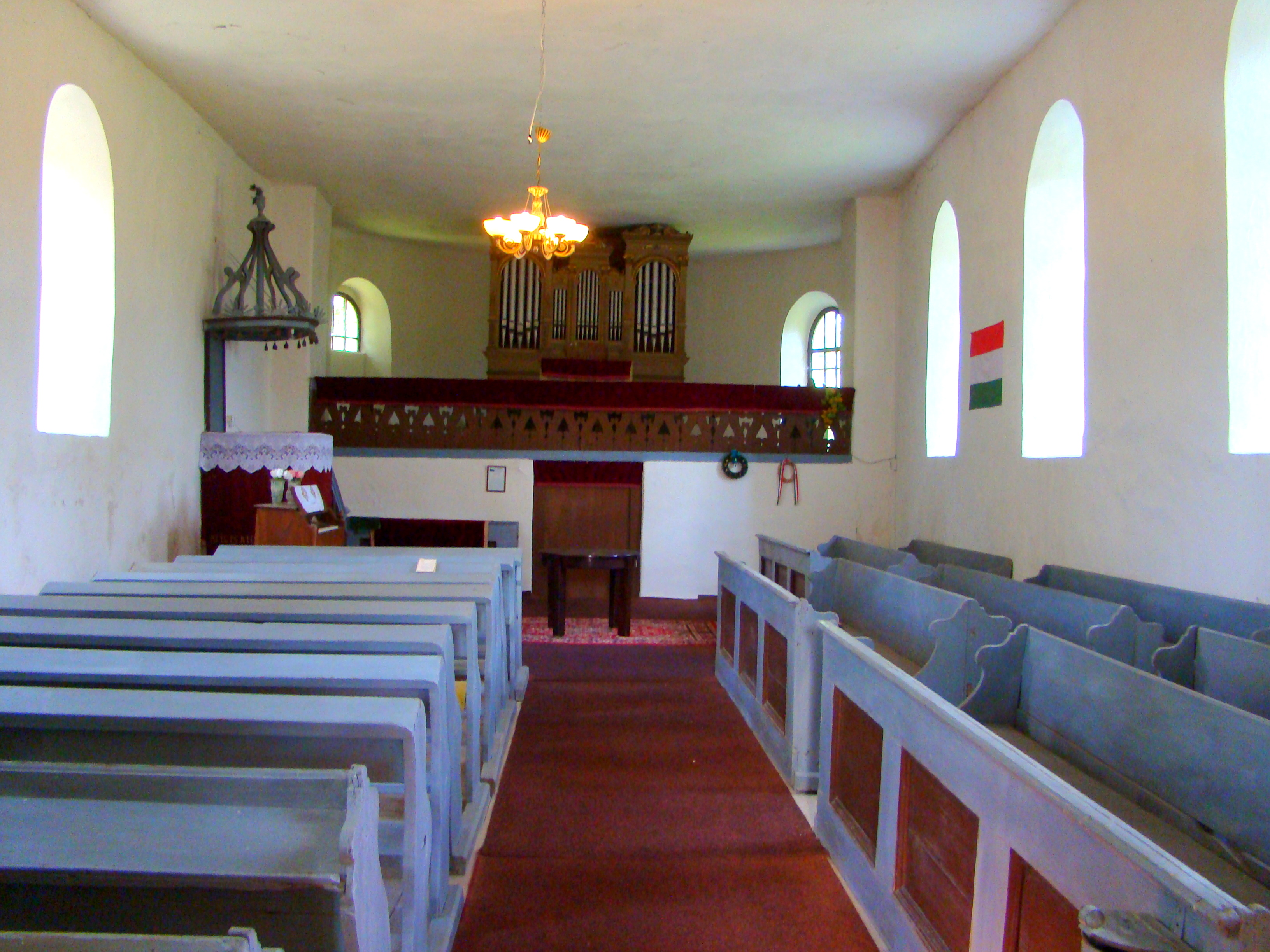
Biserica reformată din satul Turdaș (monument istoric)
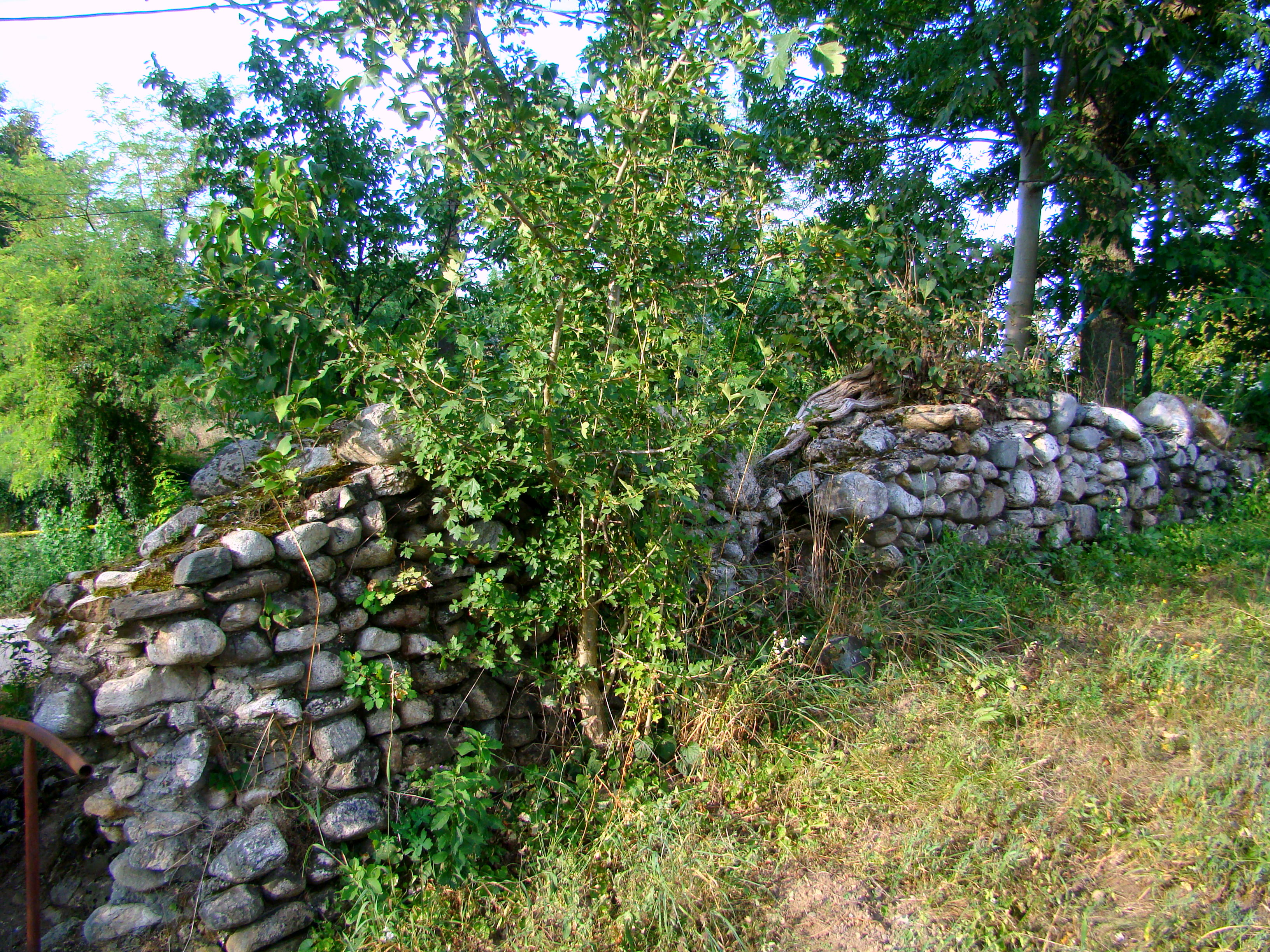
Zidul de incintă (monument istoric)